# حشره یک‌روزه سرپهن
حشره یک‌روزه سرپهن (نام علمی: Heptageniidae) نام یک تیره از راسته حشره یک‌روزه است.